# Lago di Piediluco - Monte Maro
Lago di Piediluco - Monte Maro este o arie protejată (arie de protecție specială avifaunistică — SPA) din Italia întinsă pe o suprafață de 900 ha, integral pe uscat.

## Localizare
Centrul sitului Lago di Piediluco - Monte Maro este situat la coordonatele 42°31′27″N 12°45′20″E / 42.524128°N 12.755426°E.

## Înființare
Situl Lago di Piediluco - Monte Maro a fost declarat arie de protecție specială avifaunistică în septembrie 1996 pentru a proteja 84 de specii de animale.

## Biodiversitate
Situată în ecoregiunea mediteraneană, aria protejată conține 8 habitate naturale: Păduri de Quercus ilex și Quercus rotundifolia, Păduri de pin mediteraneene cu pini mezogeni endemici, Galerii de Salix alba și de Populus alba, Ape puternic oligomezotrofe cu vegetație bentonică cu Chara spp., Râuri cu maluri nămoloase cu vegetație de Chenopodion rubri p.p. și Bidention p.p., Lacuri eutrofice naturale cu vegetație de tip Magnopotamion sau Hydrocharition, Păduri de Castanea sativa, Mlaștini calcaroase cu Cladium mariscus și specii de Caricion davallianae.
La baza desemnării sitului se află mai multe specii protejate:
- păsări (76): uliu păsărar (Accipiter nisus), lăcar mare (Acrocephalus arundinaceus), lăcar-de-lac (Acrocephalus scirpaceus), pițigoi codat (Aegithalos caudatus), pescăruș albastru (Alcedo atthis), rață pitică (Anas crecca), rață mare (Anas platyrhynchos), fâsă-de-câmp (Anthus campestris), lăstunul mare (Apus apus), stârc cenușiu (Ardea cinerea), ciuf-de-pădure (Asio otus), cucuvea (Athene noctua), rață-cu-cap-castaniu (Aythya ferina), rața moțată (Aythya fuligula), șorecarul comun (Buteo buteo), sticlete (Carduelis carduelis), Certhia brachydactyla, Cettia cetti, florinte (Chloris chloris), mierla de apă (Cinclus cinclus), erete de stuf (Circus aeruginosus), erete vânăt (Circus cyaneus), porumbel gulerat (Columba palumbus), cioară neagră (Corvus corone), Corvus monedula, cuc (Cuculus canorus), pițigoi albastru (Cyanistes caeruleus), lăstun de casă (Delichon urbicum), ciocănitoare pestriță mare (Dendrocopos major), presură sură (Emberiza calandra), presură de munte (Emberiza cia), presură bărboasă (Emberiza cirlus), presură galbenă (Emberiza citrinella), măcăleandru (Erithacus rubecula), șoim călător (Falco peregrinus), vânturel roșu (Falco tinnunculus), muscar-gulerat (Ficedula albicollis), cinteză (Fringilla coelebs), lișiță (Fulica atra), găinușă de baltă (Gallinula chloropus), gaiță (Garrulus glandarius), rândunică (Hirundo rustica), capîntortură (Jynx torquilla), sfrâncioc roșiatic (Lanius collurio), pescăruș argintiu (Larus cachinnans), pescăruș râzător (Larus ridibundus), câneparul (Linaria cannabina), privighetoare (Luscinia megarhynchos), mierlă albastră (Monticola solitarius), codobatură galbenă (Motacilla alba), codobatură de munte (Motacilla cinerea), codobatura galbenă (Motacilla flava), ciuf-pitic (Otus scops), pițigoi mare (Parus major), pițigoi de brădet (Periparus ater), cormoran mare (Phalacrocorax carbo), fazan (Phasianus colchicus), pitulice de munte (Phylloscopus collybita), ciocănitoarea verde (Picus viridis), corcodel mare (Podiceps cristatus), pițigoi sur (Poecile palustris), brumăriță de pădure (Prunella modularis), Ptyonoprogne rupestris, mărăcinar negru (Saxicola torquatus), cănăraș (Serinus serinus), țiclete (Sitta europaea), turturică (Streptopelia turtur), silvie cu cap negru (Sylvia atricapilla), corcodel mic (Tachybaptus ruficollis), pănțărușul (Troglodytes troglodytes), sturzul viilor (Turdus iliacus), mierlă (Turdus merula), sturz-cântător (Turdus philomelos), sturzul de vâsc (Turdus viscivorus), strigă (Tyto alba), pupăză (Upupa epops)
- amfibieni (2): Salamandrina terdigitata, Triturus carnifex
- nevertebrate (2): croitorul mare al stejarului (Cerambyx cerdo), rădașcă (Lucanus cervus)
- pești (1): Rutilus rubilio
- reptile (3): șarpele cu patru dungi (Elaphe quatuorlineata), țestoasa de baltă (Emys orbicularis), țestoasă bănățeană (Testudo hermanni)

Pe lângă speciile protejate, pe teritoriul sitului au mai fost identificate 1 specie de păsări, 7 specii de amfibieni, 14 specii de nevertebrate, 8 specii de pești, 11 specii de reptile.